# Адолф II фон Марк
Адолф II фон Марк (на немски: Adolf II von der Mark, † 1347) от Дом Ламарк е граф на Марк от 1328 до 1346 г., също граф на Клеве и фогт на манастир Есен.
Той е най-възрастният син на граф Енгелберт II фон Марк († 1328) и Матилда († 1328) от фамилията Аренберги, дъщеря и наследничка на граф Йохан фон Аренберг (1267 – 1280).
След смъртта на баща му през 1328 г. Адолф II наследява графство Марк, а брат му Еберхард I графство Аренберг.
През 1337 г. Адолф успява да направи сестра си Катарина абтеса на манастира в Есен.
Той е женен два пъти. Първата му съпруга е Ирмгард фон Клеве († 1362), дъщеря на Ото фон Клеве. Те се развеждат 1324 г.
Адолф се жени втори път на 15 март 1332 г. за Маргарета фон Клеве (* ок. 1310, † сл. 1348), наследничка на графство Клеве, дъщеря на граф Дитрих VII/IX фон Клеве († 1347) и първата му съпруга Маргарета фон Гелдерн († 1333).
Адолф, умира през 1347 г. Най-големият му син Енгелберт поема графството Марк.

## Деца
Адолф и Маргарета фон Клеве имат седем деца:
- Енгелберт III (* ок. 1330, † 21 декември 1391), от 1346 г. граф на Марк, няма синове
- Адолф III (I), (* 1334, † 7 септември 1394), архиепископ на Кьолн (1363 – 1364), граф на Клеве и граф на Марк
- Дитрих I (* 1336, † 25 май 1406), епископ на Лиеж 1389, граф на Марк-Динслакен-Дуизбург (1377 – 1406)
- Еберхард (* 1341, † сл. 1360), свещеник в Мюнстер
- Маргарета († 12 септември 1409), ∞ 1357 г. граф Йохан I фон Насау-Диленбург (ок. 1339, † 4 септември 1416)
- Мехтхилд († 6 август 1406), ∞ пр. 20 март 1371 г. за граф Еберхард фон Изенбург-Гренцау († ок. 1399)
- Елизабет († сл. 1369), ∞ Гумпрехт фон Хепендорф, господар на Алпен и Гарздорф († 1381)